# غراهام سالزبوري
غراهام سالزبوري (بالإنجليزية: Graham Salisbury)‏ (11 أبريل 1944، فيلادلفيا في الولايات المتحدة)؛ كاتِب مُتخصِّص في أدب الأطفال، ملحن، مغن مؤلف، كاتب أغاني وروائي أمريكي.

## روابط خارجية
- غراهام سالزبوري على موقع ميوزك برينز (الإنجليزية)
- غراهام سالزبوري على موقع ديسكوغز (الإنجليزية)